# Oyndarfjørður
Oyndarfjørður (danois : Andefjord), est une localité du nord des Îles Féroé, sur l'île d'Eysturoy.
Située au bord d'un fjord dans la commune de Runavík dans la région d'Eysturoy, le village comptait 139 habitants en 2015.

## Histoire
Le nom du village (un des plus vieux des Île Féroé) provient du prénom masculin Oyvindur (Eyvindur en islandais). Les première sources écrites mentionnant la localité datent du début du XIVe siècle (ces mêmes sources précisant que le village est encore beaucoup plus ancien, probablement de l'époque viking).
L'église du village qui subsiste aujourd'hui date de 1838.
Oyndarfjørður souffre d'un certain isolement, et n'est relié du reste de la région par une route reliant le sud que depuis 1969.
En 2005, la municipalité d'Oyndarfjørður fusionne avec celle de Runavík.

## Économie
Étant située dans un fjord, rendant les eaux assez calmes et avec de bons pâturages, l'économie de la localité (tout comme le reste de la région) est principalement tourné vers la pêche et l'élevage de moutons.

## Transports
Une ligne de bus, le 481, reliant Oyndarfjørður à Skálabotnur (pour un trajet d'une vingtaine de minutes), passe tous les 2 à 4 jours.

## Démographie
| \| Année \| Habitants \| \| ----- \| --------- \| \| 1986 \| 194 \| \| 1991 \| 180 \| \| 1996 \| 163 \| \| 2001 \| 178 \| \| 2005 \| 180 \| \| 2006 \| 164 \| \| 2013 \| 142 \| \| 2015 \| 139 \| |           |
| Année | Habitants |
| 1986 | 194       |
| 1991 | 180       |
| 1996 | 163       |
| 2001 | 178       |
| 2005 | 180       |
| 2006 | 164       |
| 2013 | 142       |
| 2015 | 139       |

## Lieux notables
Le lieu est connu dans la région pour la présence de deux rinkusteinar (pierre branlante) situées près de la mer (liés à une légende locale disant qu'une sorcière du village aurait maudit et changé en pierre deux navires de pirates vikings ayant mis à sac Oyndarfjørður, bougeant aujourd'hui au gré du vent et des marées).
Il existe une piste de randonnée sur les anciennes routes postales terrestres au nord reliant Oyndarfjørður à Fuglafjørður (avec une auberge de jeunesse y étant située), à l'ouest reliant Elduvík, puis au sud reliant Funningsfjørður.
Sur la localité se situe la montagne du Sandfelli qui culmine à 754 m.

## Personnalités liées à la commune
- Magnus Heinason (1545 – 1589), corsaire et héros féroïen exécuté pour piraterie, né à Oyndarfjørður.
- Andrias Petersen (1947 – ), homme politique et médecin féroïen.

## Galerie d'images

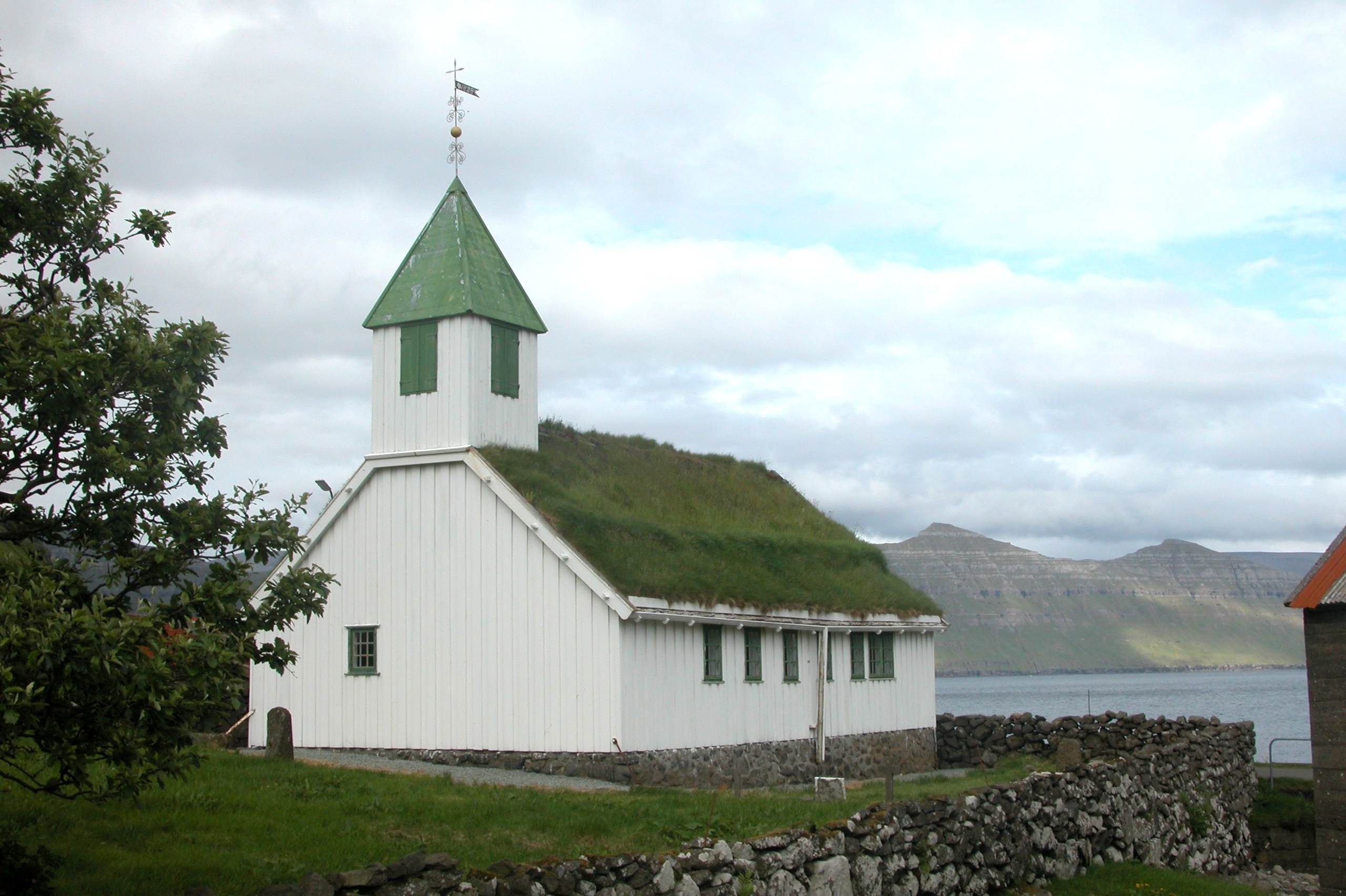
Église d'Oyndarfjørður
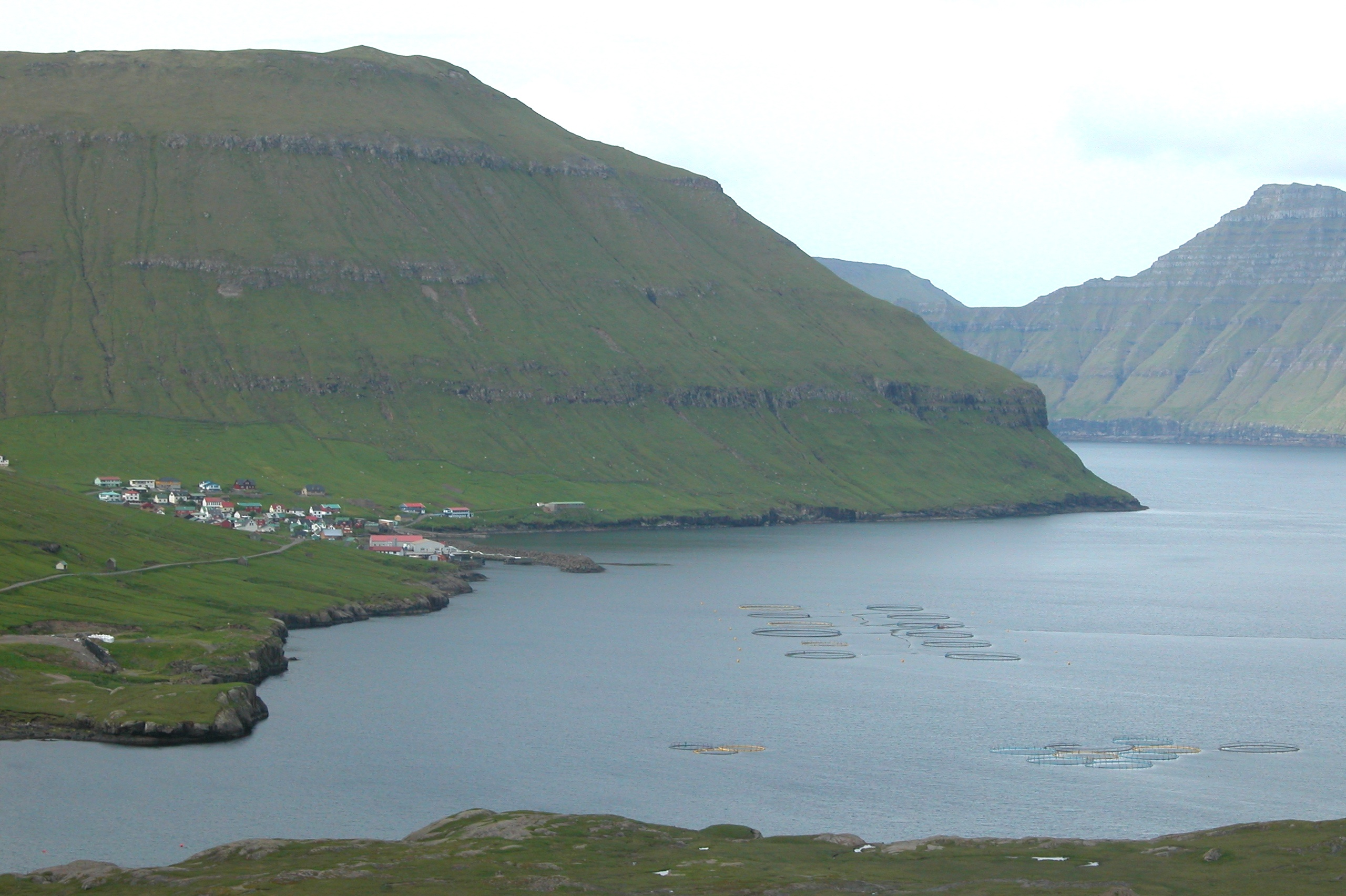
Fjord d'Oyndarfjørður
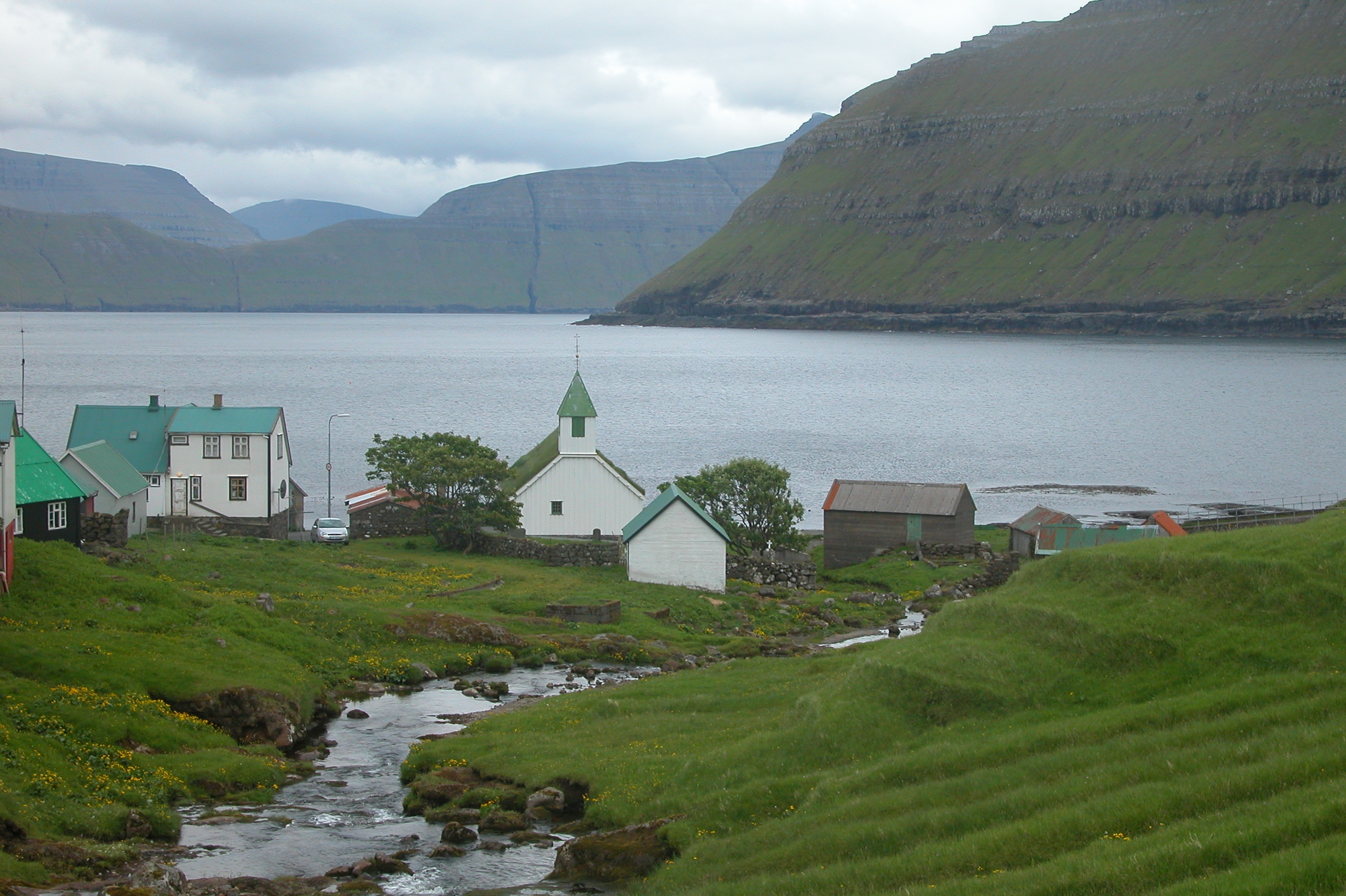
Oyndarfjørður
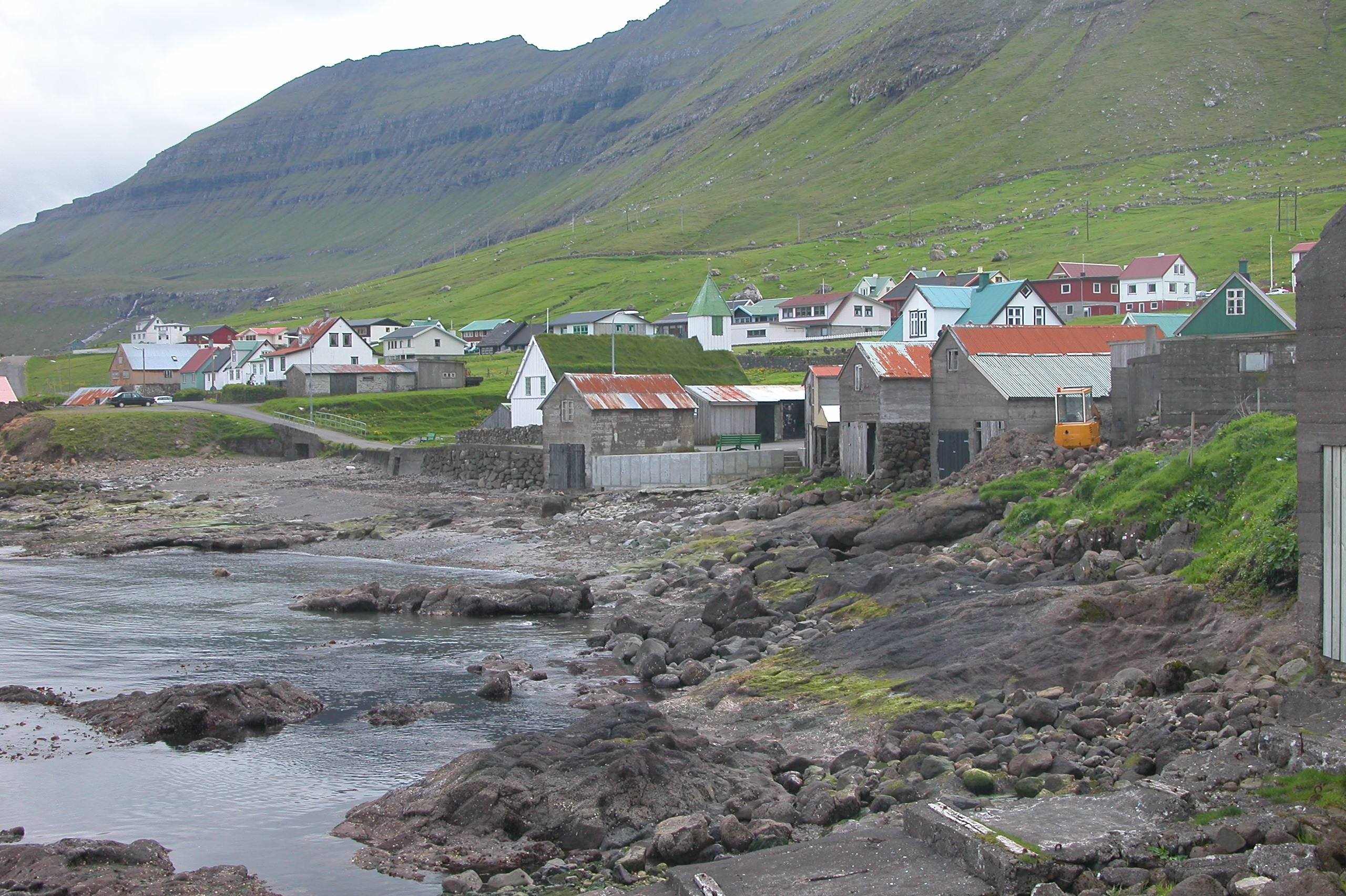
Oyndarfjørður avec des maisons typiques féroïennes.
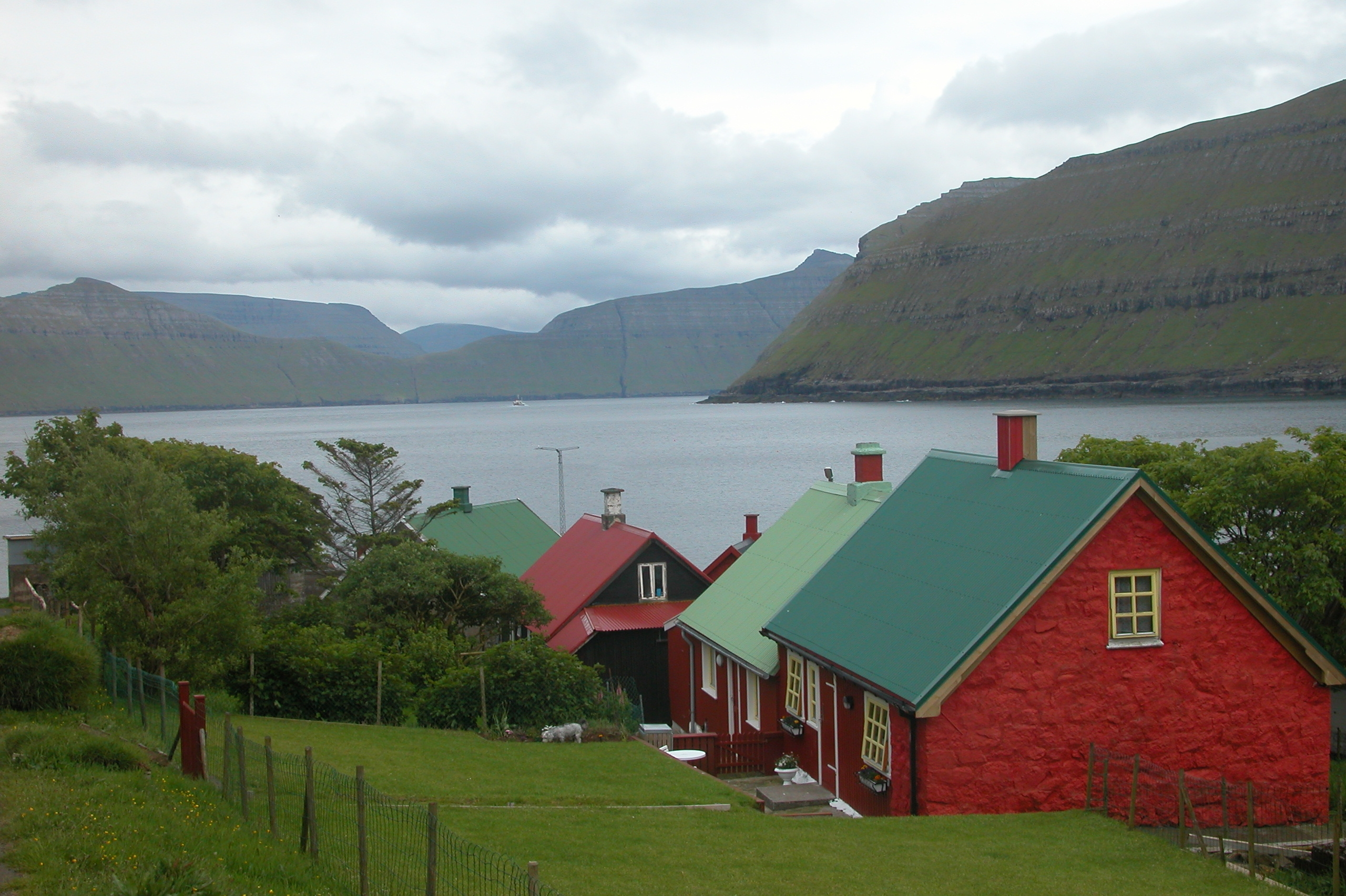
Oyndarfjørður
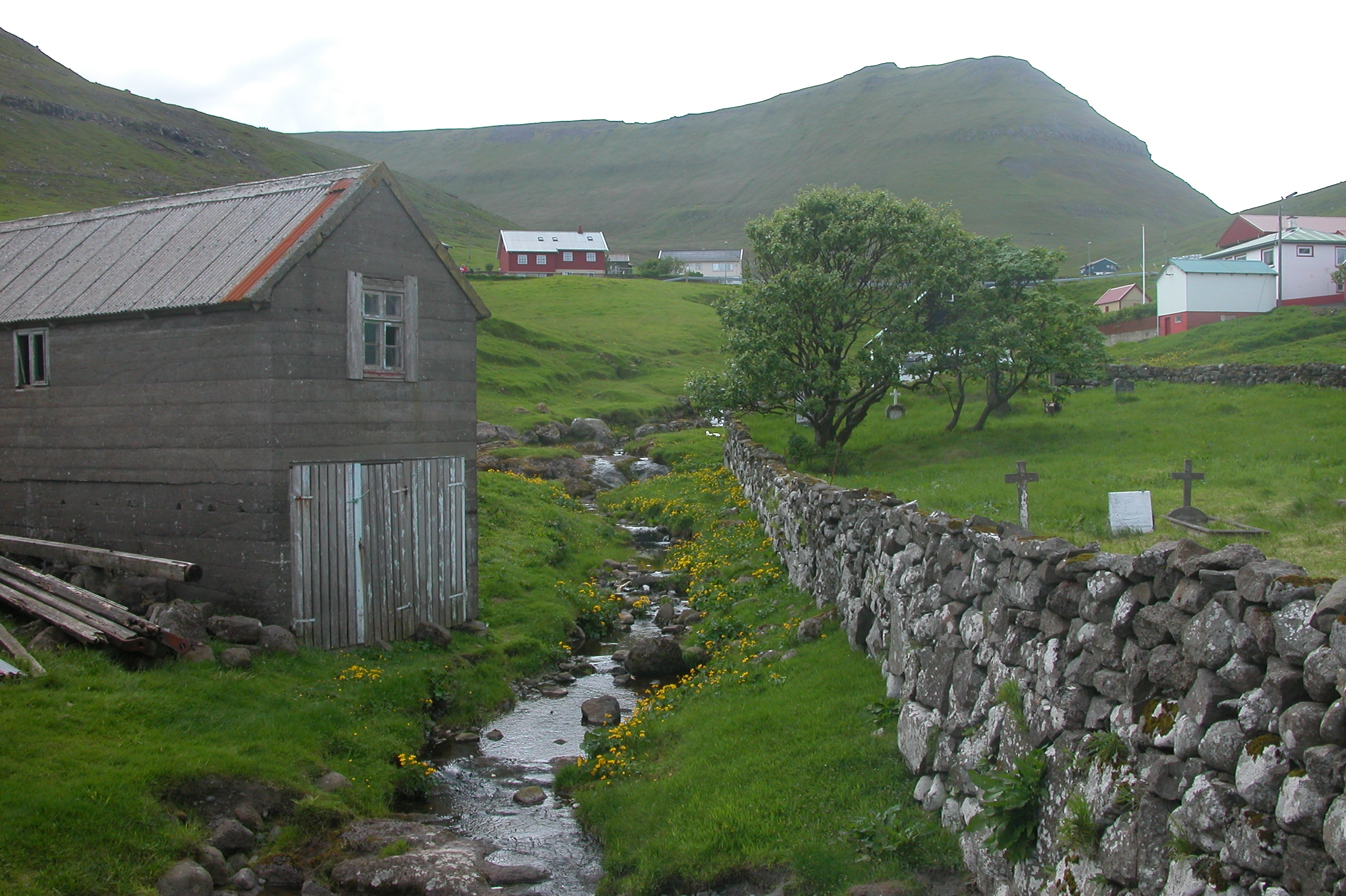
Oyndarfjørður
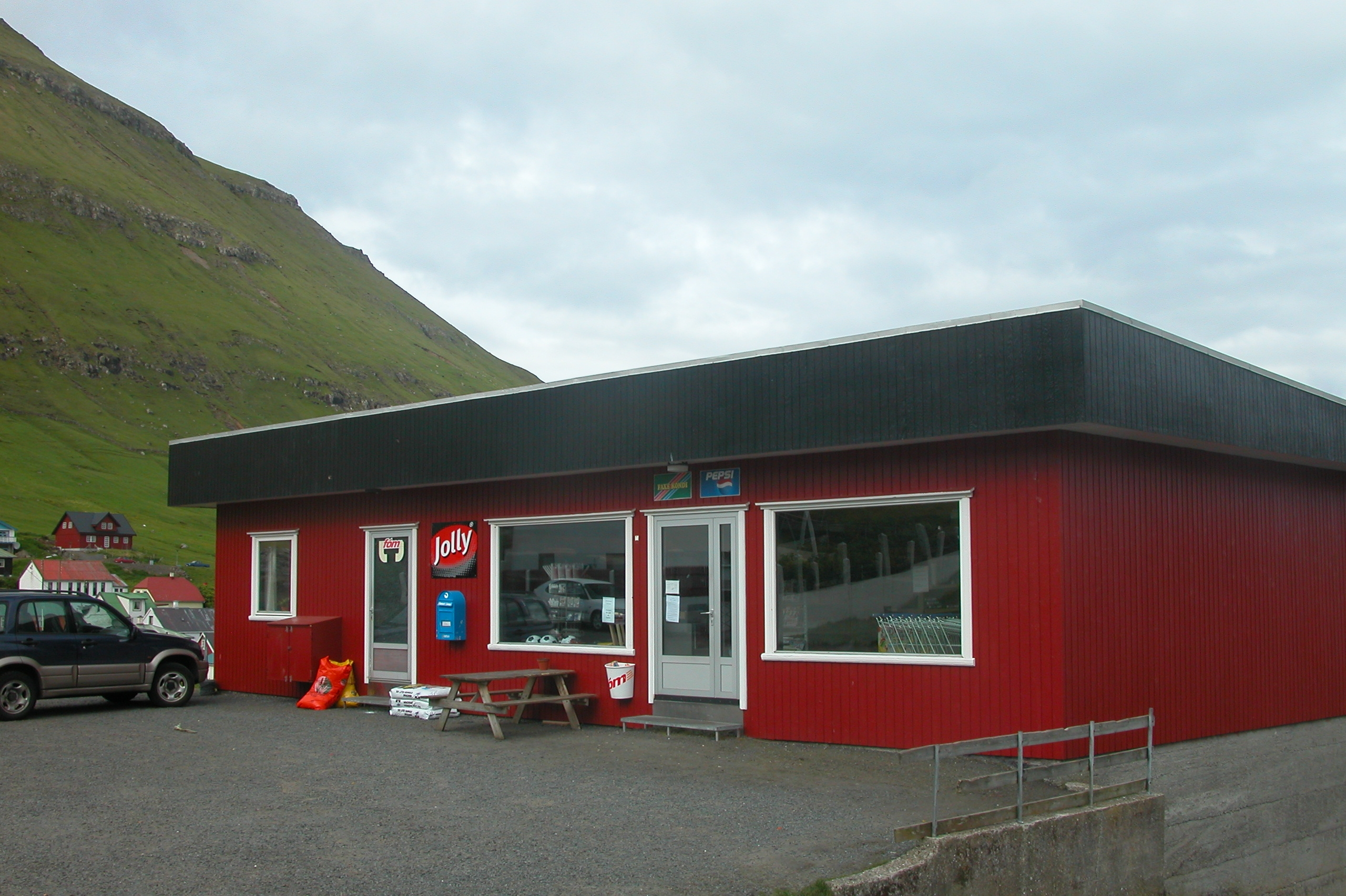
Supermarché local
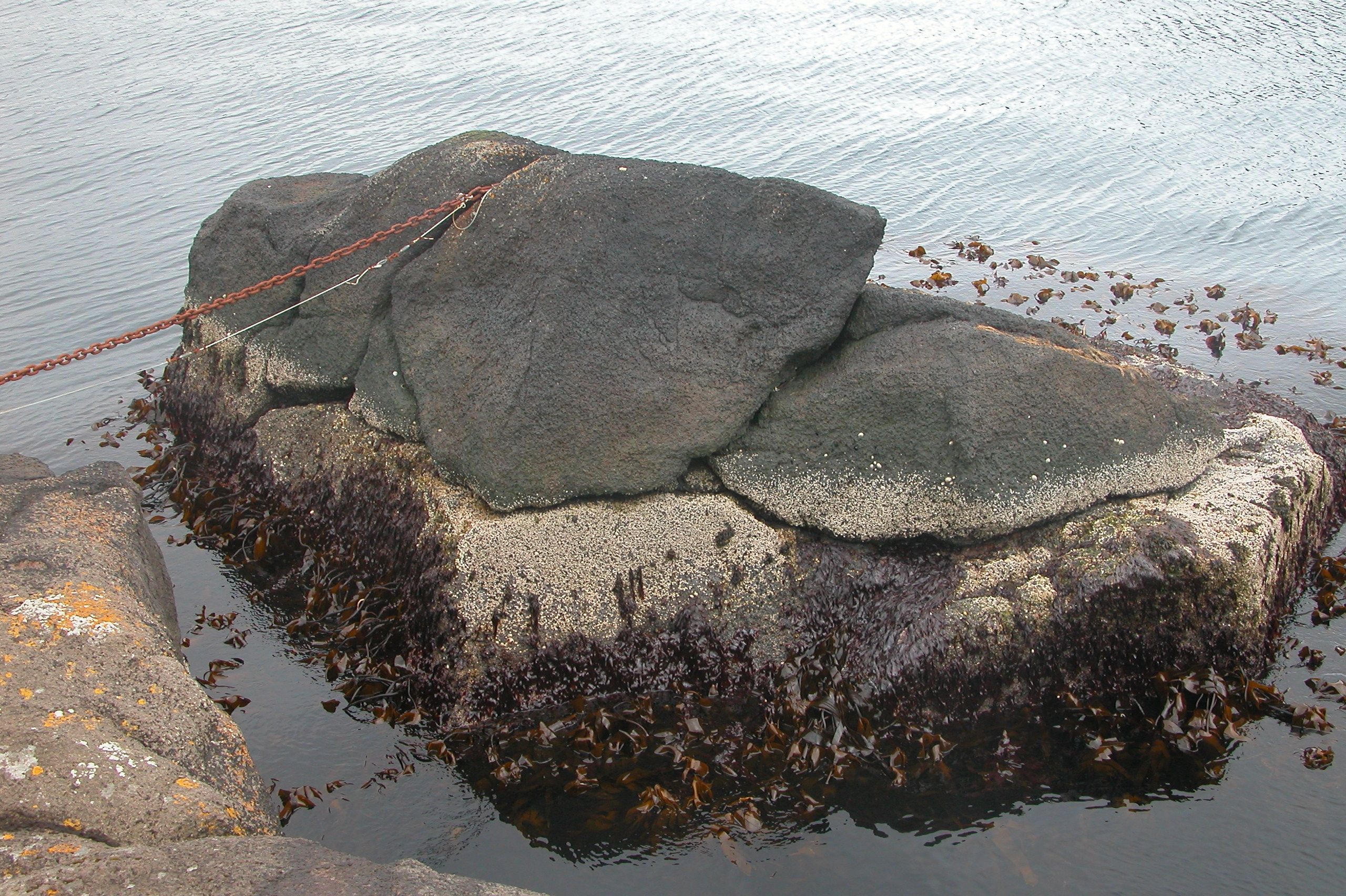
Rinkusteinar